# Volvo XC40
El Volvo XC40 es un crossover subcompacto tipo SUV del segmento C producido por el fabricante sueco Volvo Cars desde 2017. Es de cinco plazas con motor delantero transversal que utiliza la plataforma Compact Modular Architecture (CMA), compartida con modelos de la empresa china Geely.[cita requerida]

## Vista general
El XC40 es el tercer todoterreno de la gama, ubicándose por debajo del XC60 y el XC90.
En su lanzamiento, el XC40 se ofrecía con un motor de cuatro cilindros en línea de 1969 cm³ (2 L; 120,2 plg³) con 247 CV (244 HP; 182 kW); y un Diésel de 1969 cm³ (2 L; 120,2 plg³) con 190 CV (187 HP; 140 kW), ambos con tracción integral y transmisión automática de ocho velocidades. Posteriormente se añadirían motorizaciones de menor potencia con tracción delantera y transmisión manual de seis velocidades.[cita requerida]

## XC40 Recharge

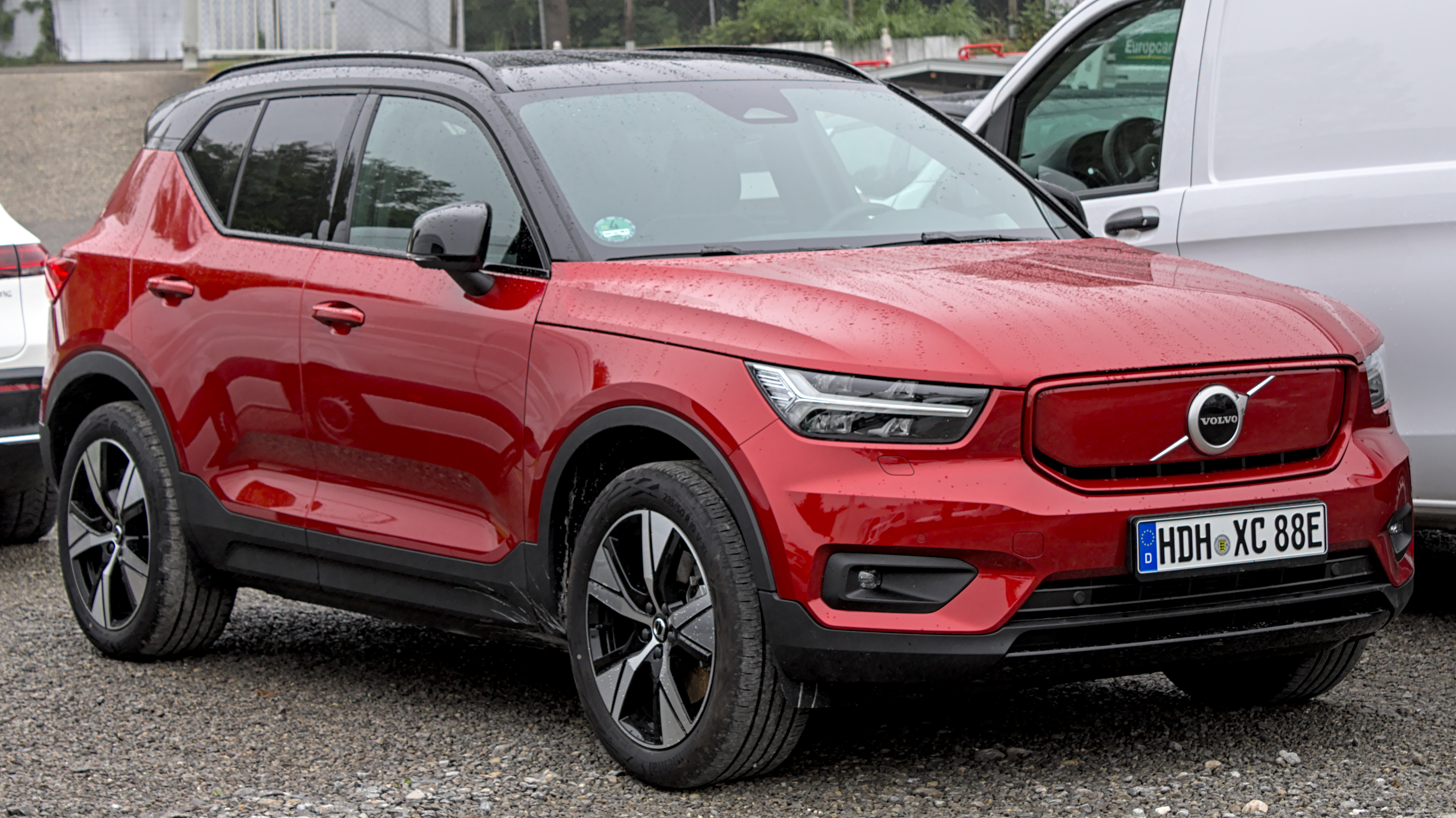
Versión Recharge

Es la versión eléctrica presentada en octubre de 2019. Cuenta con dos motores, uno por eje que le proporcionan tracción integral y una potencia total combinada de 300 kW (408 CV; 402 HP). Acelera de 0 a 100 km/h (0 a 62 mph) en 4.9 segundos. La velocidad punta es de 180 km/h (112 mph).
La batería de 78 kWh (281 MJ) le proporciona una autonomía de unos 400 km (249 millas), según el ciclo WLTP o 335 km (208 millas), según la homologación EPA. La batería pesa unos 500 kg (1102 libras). La garantía de Volvo para la batería es de 8 años o 160 000 km (99 400 millas), lo que ocurra primero.
Dispone de un cargador CCS Combo, con el que puede recargar en carga rápida CC hasta el 80% de su capacidad en 40 minutos. La carga total de la batería puede tardar 24 horas a 3,5 kW (4,8 CV), o bien, 8 horas a 11 kW (15,0 CV) trifásica.
Tiene una capacidad de remolque de hasta 1500 kg (3307 libras). Dispone de Asistente de Google, Google Maps y Google Play Store.
Mediante la aplicación Volvo On Call se puede calentar o refrescar el habitáculo antes de subir al coche, compartir el coche con amigos, familiares o compañeros de confianza, controlar el vehículo a distancia e incluye diferentes servicios de emergencia y asistencia en carretera. Se puede verificar el estado del vehículo, ver su emplazamiento, enviar destinos al sistema de navegación y bloquear o desbloquear las puertas.
Dispone de cuatro cámaras de alta definición que una visión de 360° al estacionarse. Tiene de una pequeña cajuela delantera.
Las ventas se iniciaron a finales de 2020.[cita requerida]

## C40 Recharge

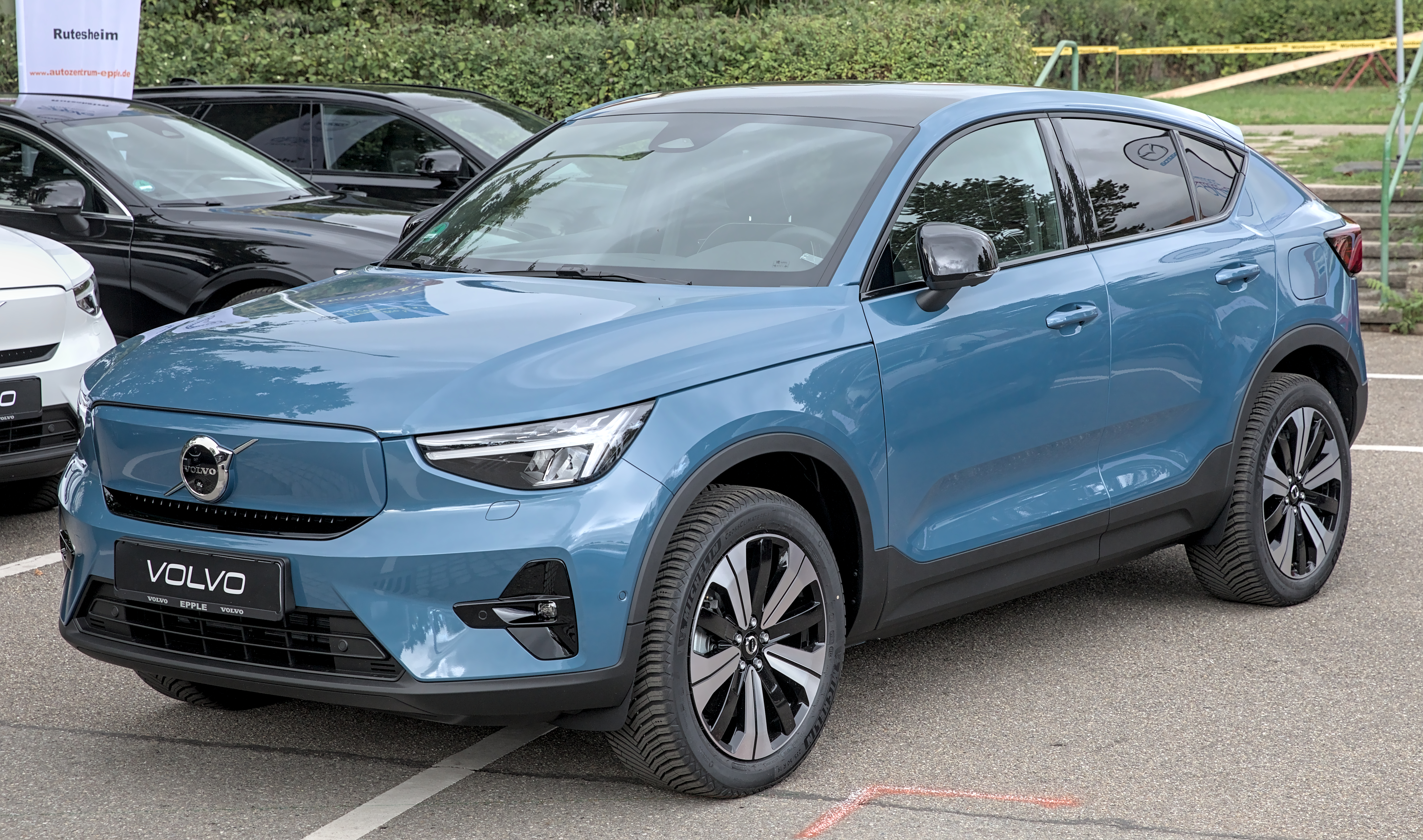
Versión C40 Recharge de 2022

El C40 Recharge es un derivado de la versión Recharge, que se lanzó el 2 de marzo de 2021. Comenzó oficialmente su producción en septiembre de 2021. También es el primer modelo de Volvo que solamente está disponible en versión eléctrica.
El modelo comparte la parte delantera, las puertas delanteras y el diseño interior con el XC40 convencional. La principal diferencia entre el XC40 y el C40 es la línea del techo, el C40 tiene una línea de techo inclinada estilo cupé.
La transmisión eléctrica del C40 es casi idéntica a la del XC40 Recharge.
Utiliza un paquete de baterías de iones de litio de 78 kWh (281 MJ), de los cuales 75 kWh (270 MJ) son utilizables y tiene una autonomía estimada por la EPA de 364 km (226 millas).[cita requerida]